# Wacken Open Air
Wacken Open Air (zkratkou W:O:A) je jeden z největších metalových festivalů na světě a jeden z největších open-air festivalů v Německu. Festival, který vznikl roku 1990, se pořádá v malém městě Wacken, v severoněmecké zemi Šlesvicko-Holštýnsko. Tento hodně navštěvovaný (v letech 2011–2015 byl počet účastníků asi 85 000 lidí, z toho 75 000 platících) svátek tvrdé muziky přivádí každoročně fanoušky metalové hudby nejenom z celé Evropy, ale i z Asie, Austrálie a Ameriky.
Každoročně po tři dny obvykle v srpnu se zde představí více než 60 kapel z celého světa na 6 pódiích. Během festivalu je k dispozici rozsáhlá plocha pro auta i stany. Hudební styly slyšitelné na festivalu jsou zejména: heavy metal, thrash metal, power metal, death metal, black metal, folk metal, gothic metal, metalcore, hardcore a další. Mezi nejznámější kapely vystupující na W:O:A patří např.: Rammstein, Judas Priest, Dimmu Borgir, Twisted Sister, Saxon, Warlock, Satyricon, Nightwish, Motörhead, Iron Maiden, Blind Guardian, Helloween, Slayer, Slipknot, Arch Enemy a mnoho dalších.

## Dějiny
Nápad na vytvoření festivalu vznikl v roce 1989, kdy spolu dva přátelé z městečka Wackenu, Thomas Jensen a Holger Hübner, navštívili restauraci. Jensen už za sebou měl jakousi hudební historii; hrál na basovou kytaru v rockové kapele s názvem Skyline. Kapela Skyline byla od svého založení až do roku 1992 kromě T. Jensena obsazena následovně: Ines Jeskeová z Vaale (zpěv), Peter Huhn z Wackenu (elektrická kytara), Dennis Harman z Itzehoe (klávesy) a Andreas Göser z Wackenu (bicí). Skyline byla v té době jednou z prvních regionálních metalových kapel. Kapela byla celostátně poměrně známá, vystupovala ve vesnických hospodách, na motorkářských srazech a na koncertech jako předkapela skupiny Extrabreit. Hübner byl diskžokej, zaměřující se na rock a heavy metal. Jensen s Hübnerem dostali nápad, že by zorganizovali na štěrkovně ve Wackenu open air koncert, a přesvědčili bubeníka Andrease Gösera a Jörga Jensena, bratra Thomase, aby se k podniku přidali. Jáma byla používána motocyklovým klubem „No Mercy“ jako místo pro setkání s kapacitou až 3000 lidí, takže to pro jejich plány bylo velmi výhodné; mohli zpočátku přilákat i motocyklové fanoušky. 
Od začátku bylo pořadatelům zřejmé, že chtějí na rozdíl od tehdejších jednodenních festivalů, jako Monsters of Rock nebo Super Rock v Mannheimu, vícedenní metalový festival a musí tudíž na místě zajistit podmínky pro kempování návštěvníků.

## Kapely
1. 1990: 5th Avenue, Axe´n Sex, Motoslug, Sacret Season, Skyline, Wizzard
2. 1991: Bon Scott (HH), Gypsy Kyss, Kilgore, Life Artist, Ruby Red, Shanghai´d Guts, Skyline
3. 1992: 5th Avenue, Asmodis, Axe´n Sex, Bad Sister, Bai Bang, Blind Guardian, De La Cruz, Doc Eisenhauer, Dr. Hörp, Eddie E., Highlander, Ides of March, Incubator, Jolly Hangman, Mama’s Boys, Morbid Mind, Motoslug, Pagan Spell, Paradise, Play´n´Bleed, Saitensprünge, Saxon, Störspatzen of Des, STS 8 Mission, The Waltons, Vivian
4. 1993: 5th Avenue, Abi Wallenstein, Ax´nSex, Blue Velvet, Bon Scott (HH), Buddy Lackey (Sänger v. Pychotic Waltz), Chalice, Doro, Fast Lover, Fates Warning, Gary Hughes, Gorefest, Häwi Mädels, Heavenward, Highlander, Holocaust, Jacks Hammer, Jingo de Lunch, Michael Dickes, Noisy Act of Protest, Plan B, Railway, RAX, Riverdogs, Samael, Sahara, Skew Siskin, Torment, Toy, Trespass, Vivian, Warpath
5. 1994: Ace Öf Spades, Atrocity, Chemical Breath, Deceased, Decision D, Dixi Gunworks, Easy Livin´, Gamma Ray, Hannes Bauer a orchestr, Gnadenlos, Ken Templin, Many Acts Of Maniacs, Moray, Pagandom, Paul Di'Anno and Killers, Prollhead, Rausch, Riff Raff, Riverdogs, Roan, Saintcatee, Skyclad, Stoney Rudolph & The Happy Mc Cardies, Suiciety, Tears for Beers, The Tea Party, The Waltons, Torment, U.K. Subs
6. 1995: 5th Avenue, Amentia, Angra, Bad Sister, Chalice, Creep, D:A:D, Dark at Down, Das Auge Gottes, Depressive Age, Dixie Gunworks, Ghosts of Dawn, Graue Zellen, Hate Squad, Laberinto, More About Dogs, Morgoth, Paragon, Phantoms of Future, Pothead, Power of Expression, böhse onkelz, Pretty Maids, Prime, Rape, Revelation, Schweisser, Solitude Aeturnus, Temple of the Absurd, Tiamat, Trauma, Trieb, Vanden Plas, Vocation
7. 1996: Asylum, Atrocity, Bad Sister, Big Nothing, Böhse Onkelz, Crematory, Desert Storm, Dice, Dimple Minds, Dritte Wahl, Gorefest, Gorn, Grave Digger, Grind Machine, Kingdom Come, Kreator, Manos, Oomph!, Pyogensis, Ramones Mania, Randalica, Ricochet, Schweisser, Secret Discovery, Sieges Even, Temple of the Absurd, Theatre of Tragedy, The Exploited, The Gathering, Tom Angelripper, Vicki Vomit, Whils
8. 1997: Aion, Alastis, Amorphis, Birth Control, Dimmu Borgir, Dismember, Dissection, Don Bosco, Entrust, Fox Force Five, Gainsay, Grave Digger, Grinning Sinner, HammerFall, Hassmütz, In Flames, Iron Savior, Late September Dogs, Lake Of Tears, Love Gun, Motörhead, Mummlox, Overkill, Paunch, Rage, Raven, Rock Bitch, Samael, Saviour Machine, Scanner, Sceptic Acceptance Sinner, Sodom, Steiger, Subway To Sally, Tank, Theatre of Tragedy, The Automanic, Therion, Tom Angelripper, Torment, Totenmond, U.D.O., Umbra Et Imago, Undish, Virgin Steele, Waltari, Zed Yago
9. 1998: Am I Blood, Angel Dust, Anvil, Arch Enemy, Atrocity, Benediction, Blind Guardian, Blind Passenger, Blitzkrieg, Bonfire, Borknagar, Children of Bodom, The Kovenant, Crack Up, Cradle of Filth, Crematory, Darkseed, Dew-Scented, Disbelief, Doro, Dritte Wahl, Edguy, Gamma Ray, Goddess Of Desire, Gorgoroth, Hades Almighty, Haggard, Heavenwood, Hollow, Holy Mother, Hypocrisy, Iced Earth, Iron Savior, In Extremo, J.B.O., Krabathor, Kreator, Lacuna Coil, Manos, Nevermore, Night In Gales, Nocturnal Rites, Old Man's Child, Pegazus, Postmortem, Primal Fear, Raise Hell, Rough Silk, Ryker's, Sacred Steel, Sadist, Savatage, Sentenced, Skyclad, Soulburn, Sons Of Damnation, Stahlhammer, Stigmata IV, Stratovarius, Sundown, Sweet Noise, Sweet Savage, Tom Angelripper, Tankard, Temple Of The Absurd, Devin Townsend, Unrest, Vader, Virgin Steele, Voivod, Warrior
10. 1999: Amon Amarth, Angra, Agent Steel, Atrocity, Axel Rudi Pell, Axxis, Blind Passengers, Bewitched, Brainstorm, Cannibal Corpse, Crematory, The Cult, Death SS, Destiny’s End, Dimmu Borgir, Destruction, Eisregen, Eläkeläiset, Enslaved, Edguy, Europe, Fates Warning, God Dethroned, Graveworm, HammerFall, Immortal, In Aeternum, In Extremo, Jaguar, Jag Panzer, Killers, Leatherwolf, Labyrinth, Lefay, Marduk, Marshall Law, Mayhem, Memory Garden, Metal Church, Metalium, Mercyful Fate, Mindfeed, Mystic Circle, Napalm Death, Nevermore, Paradox (band), Paragon, Pariah, Powergod, Pretty Maids, Primal Fear, Rage, Razor, Reverend Jürgen & Igor, Richthofen, Roland Grapow & Band, Saxon, Sinner, Six Feet Under, Solitude Aeternus, Spock's Beard, Steel Prophet, Subway to Sally, The Crown, Temple of the Absurd, Therion, Treshold, Torment, Totenmond, Tristania, Tygers of Pan Tang, The Gathering, The Sygnet, Tom Angelripper, U.D.O., Uli Jon Roth, Umbra et Image, Warrant, Wardog, Warhammer, Witchery, Whiplash
11. 2000: Agathodaimon, Ancient, Angel Witch, Annihilator, Artillery, Black Sweden, Black Label Society, Blaze Bayley, Breaker, Chantal Chevalier, Dark At Dawn, Dark Age, Dark Funeral, Dee Snider, Demon, Doro, Deranged, Desperados, Engine, Entombed, Freedom Call, Gamma Ray, Gaskin, Grim Reaper, Hades, Heir Apparent, Hypocrisy, Iced Earth, Immolation, Jacob`s Dream, Knorkator, Labyrinth, Late Nite Romeo, Liege Lord, Lizzy Borden, Lock Up, Marduk, Molly Hatchet, Morbid Angel, Mob Rules, Nightmare, Nightwish, October 31, Overkill, Pain, Pink Cream 69, Praying Mantis, Raise Hell, Rhapsody, Rose Tattoo, Royal Hunt, Samson, Savage, Sentenced, Six Feet Under, Skew Siskin, Solstice, Spiritual Beggars, Squealer, Steel Attack, Stratovarius, Testament, Tom Angelripper, Twisted Tower Dire, Umbra Et Imago, Vader, Vanishing Point, Venom, Zakk Wylde
12. 2001: 16 Hell Ventiler, Annihilator, Die Apokalyptischen Reiter, Arch Enemy, Artch, Behemoth, Bionix, Blackshine, Brainstorm, Cage, Carnal Forge, Chinchilla, Circle Of Grief, Crematory, Cryptopsy, Crystal Shark, Culprit, Dark Tranquillity, Death SS, Deceased, Desaster, Dimmu Borgir, Exciter, Exhumed, Exumer, Finntroll, Grave Digger, HammerFall, Helloween, Holy Moses, In Flames, Jag Panzer, Kamelot, Kju, Knight Errant, Krisiun, Lacuna Coil, Lost Horizon, Metalium, Mortician, Motörhead, Mago de Oz, Naglfar, Napalm Death, Nasum, Nevermore, Night in Gales, Nightfall, Nightwish, Nostradameus, Opeth, Overkill, Paragon, Paul Dianno & Killers, Primal Fear, Rage, Rawhead Rexx, Sacraphyx, Saxon, Silent Force, Sins Of Thy Beloved, Smoke Blow, Sodom, Soilwork, Sonata Arctica, Soul Doctor, Stigma IV, Subway to Sally, Tad Morose, Tankard, Deströyer 666, The Haunted, Impotent Sea Snakes, The Traceelords, Therion mit Chor, Trail Of Tears, Vintersorg, Warhammer, W.A.S.P.
13. 2002: Alabama Thunderpussy, Amon Amarth, Angel Dust, Angra, Avalanch, Blaze, Blind Guardian, Blitzkrieg, Borknagar, Bruce Dickinson, Candlemass, Cannibal Corpse, Children Of Bodom, Criminal, Debris Inc., Destruction, Dimple Minds, Domine, Dornenreich, Doro, Dream Evil, Dying Fetus, Edguy, Eisregen, Evergrey, Exodus, Falconer, Fleshcrawl, Green Carnation, Haggard, Heathen,Heathen (Reunion), Heavenly, Hollenthon, Hypocrisy, Immortal, In Extremo, Iron Savior, J.B.O., Justice, Kalmah, Kotipelto, Kreator, Lock Up, Macabre, Metalucifer, Mezarkabul, Mob Rules, Mörk Gryning, My Dying Bride, Necrophobic, Nightmare, Nocturnal Rites, Nuclear Assault, Onkel Tom, Pretty Maids, Primordial, Pungent Stench, Raven, Rebellion, Red Aim, Rose Tattoo, Rottweiler, Sabbat, Savatage, Shakra, Sinergy, Stormwarrior, Stormwitch, Suidakra, Thunderstone, Torfrock, U.D.O., Unleashed, Vanden Plas, Vicious Rumors, Vision Divine, Vomitory, Warlord (Reunion), Wizard, Wolf
14. 2003: Ancient Rites, Annihilator, Assassin, Bai Bang, Callenish Circle, Carpathian Forest, Circle II Circle, Dark Age, Dark Angel, Dark Funeral, Darkane, Dew-Scented, Diamond Head, Die Apokalyptischen Reiter, Dismember, Eidolon, Evidence One, Extreme Noise Terror, Freedom Call, Gamma Ray, Graveworm, Heavenshallburn, Human Fortress, In Flames, Kataklysm, Lordi, Lotto King Karl, Malevolent Creation, Masterplan, Metalium, Nile, Obscenity, Onkel Tom, Oratory, Primal Fear, Psychopunch, Rage, Raise Hell, Raunchy, Rotting Christ, Running Wild, Sentenced, Seventh One, Sinister, Sinner, Slayer, Soilwork, Sonata Arctica, Stratovarius, Subway To Sally, Symphorce, Testament, The Almighty Punchdrunk, The Crown, Thyrfing, Twisted Sister, Twisted Tower Dire, V8 Wankers, Vader, Victims Of Madness, Victory
15. 2004: After Forever, Amon Amarth, Anthrax, Arch Enemy, Artefact, Astral Doors, Bal-Sagoth, Brainstorm, Böhse Onkelz, Cannibal Corpse, Cathedral, Children of Bodom, Death Angel, Destruction, Dio, Dionysus, Disbelief, Doro Pesch & Warlock (1986's line up), Dr. Rock, Ektomorf, Eläkeläiset, Engine of Pain, Everfest, Feinstein, Grave Digger, Griffin, Gun Barrel, Gutbucket, Helloween, Hobbs Angel of Death, Hypocrisy, J.B.O., Knorkator, Kotipelto, Mambo Kurt, Mayhem, Methedras, Misery Index, Mnemic, Motörhead, Mystic Prophecy, Nevermore, Nocturno Culto, Onkel Tom, Orphanage, Paragon, Quireboys, Raunchy, Reckless Tide, Satan, Satyricon, Saxon, Schandmaul, Sufferage, Supersoma, The Rods, Thora, Thunderstone, Unleashed, Vanguard, Voodoma, Wackener Feuerwehrkapelle, Weinhold, Zodiac Mindwarp
16. 2005: Accept, Apocalyptica, Axel Rudi Pell, Bloodbath, Candlemass, Cataract, Contradiction, Corvus Corax, Count Raven, Dissection, Doomfoxx, DragonForce, Edguy, Eisregen, EmKay, Endhammer, Endstille, Ensiferum, Equilibrium, Finntroll, Goddess Of Desire, Gorefest, Hammerfall, Hard Time, Hatesphere, Holy Moses, Illdisposed, Kreator, Machine Head, Machine Men, Mambo Kurt, Marduk, Markey Ramone, Mercenary, Metal Church, Metalium, Mob Rules, Morgana Lefay, Mucc, Naglfar, Nightwish, Noise Forest, Obituary, Oomph!, Overkill, Panic Cell, Potentia Animi, Primordial, Reckless Tide, Regicide, Saeko, Samael, Sentenced, Sonata Arctica, Stratovarius, Suffocation, Suidakra, Teräsbetoni, Torfrock, Tristania, Turisas, Vanguard, W:O:A Firefighters, Within Temptation, Zyklon
17. 2006: (k únoru 2006) Aborted, Amon Amarth, Atheist, Battlelore, Bloodthorn, Born from Pain, Cannibal Corpse, Celtic Frost, Children of Bodom, Die Apokalyptischen Reiter, Ektomorf, Emperor, End of Green, Finntroll, Gamma Ray, In Extremo, Korpiklaani, Metal Inquisitor, Ministry, Nevermore, Orphaned Land, Primal Fear, Six Feet Under, Soilwork, Subway to Sally, Wintersun
18. 2007: 1349, All That Remains, Amorphis, Animal Alpha, The Answer, Die Apokalyptischen Reiter, Belphegor, Benedictum, The Black Dahlia Murder, Black Majesty, Blind Guardian, Blitzkrieg, Cannibal Corpse, Chthonic, Communic, Destruction, Dimension Zero, Dimmu Borgir, Dir En Grey, Disillusion, Drone, Electric Eel Shock, Enslaved, Falconer, Fair To Midland, Fastway, Gutbucket, Grave Digger, Haggard, Heaven Shall Burn, Hatesphere, Iced Earth, Immortal, In Flames, J.B.O., Kampfar, Lacuna Coil, Letzte Instanz, Mambo Kurt, Maroon, Mennen, Moonsorrow, Moonspell, Municipal Waste, Napalm Death, Narziss, Neaera, Norther, Pharao, Possessed, Rage, Rose Tattoo, Sabbat, Sacred Reisch, Sahg, Samael, Saxon, Schandmaul, Secret s Of The Moon, Sodom, Sonic Syndicate, Storm Warrior, Stratovarius, Subway To Sally, Suidakra, Swallow The Sun, Therion, The Sorrow, Turbonegro, Turisas, Type O Negative, TYR, Unheiling, Vader, Vision Black, Vital Remains, Volbeat
19. 2008: 3 Inches of Blood, Airbourne, Alestorm, As I Lay Dying, At the Gates, Autumn, Avenged Senfold, Avantasia, Axxis, Before the Dawn, Carcass, Children of Bodom, Concept Insamnia, Corvus Corax, Crematory, Cynic, Destructor, Dream of an Opium Eater, Enemy of the Sun, Ensiferum, Evocation, Excrementory Grindfuckers, Exodus, Girlschool, Girugämesh, The Rotted, Gorgoroth, Grave, Hatebreed, Head Hunter, Holy Moses, Iron Maiden, Job for a Cowboy, Kamelot, Killswith Engage, Kreator, Krypteria, Lauren Harris, Leaven Eyes, Lord Belial, Lordi, Machine Man, Massacre, Mercenary, Motakilla, Mortal Sin, Mustasch, Nashville Pussy, Negura Bunget, Nifelheim, Nightwish, Obituary, Opeth, Powerwolf, Primodrial, PsychoPunch, Sabaton, Saltio Mortis, Soilwork, Sonata Arctica, Stam1na, Stone Gods, Sturm und Drang, Sweet Savage, The Bones, The Haunted, Torture Squad, Unearth, Van Canto, Warbringer, Watain
20. 2009: Airbourne, Amon Amarth, Anthrax, Axel Rudi Pell, ASP, Bail Bang, Blood Work, Borknagar, Bon Scott, Boss Hoss, Bmt H, Bfm V, Calleon, Cathedral, Coheed & Cambria, D-A-D, Der W, Doro, Dragonforce, Drone, Einherjer, Endstille, Engel, Enslaved, Epica, eths, The Fading, Feuerschawanz, Gamma Ray, Grand Magus, Gwar, Hammerfall, Heaven Shall Burn, In Extremo, In Flames, Insidious Disease, Kampflar, Korpiklaani, Lacuna Coil, Machine Head, Mago de Oz, Mambo Kurt, Motörhead, Napalm Death, Nervecell, Nevermore, Onkel Tom, Pain, Pentagram, Rage, Running Wild, Sarke, Schandmaul, Subway to Sally, Testament, Thin Lizzy, Tracedawn, Tristania, Trouble, Turisas, Victims Of Madness, Volbeat, Walls Of Jericho, Whiplash
21. 2010: Alice Cooper, Mötley Crüe, Iron Maiden, Slayer, W.A.S.P.
22. 2011: Judas Priest, Blind Guardian, Ozzy Osbourne, Iced Earth, Motörhead
23. 2012: Saxon, Dimmu Borgir, In Flames, Scorpions, Gamma Ray, Napalm Death, Cradle of Filth
24. 2013: Deep Purple, Rammstein, Alice Cooper, Nightwish, Motörhead, Powerwolf, Annihilator, Fear Factory, Lamb of God
25. 2014: Accept, Saxon, Steel Panther, HammerFall, Bülent Ceylan, King Diamond, Slayer, Motörhead, Megadeth, Arch Enemy, Behemoth, Devin Townsend Project, Avantasia, W.A.S.P.
26. 2018: Judas Priest, Helloween, Nightwish, Sepultura, Vision of Atlantis, Dimmu Borgir, In Extremo, Amaranthe, The Charm the Fury